# Homalomena pierreana
Homalomena pierreana är en kallaväxtart som beskrevs av Adolf Engler. Homalomena pierreana ingår i släktet Homalomena och familjen kallaväxter. Inga underarter finns listade.